# Klavsebølle Snedkergård
Klavsebølle Snedkergård (auch Klausebølle genannt) ist ein Runddysse in Tullebølle im Norden der dänischen Insel Langeland. Er entstand im Neolithikum zwischen 3500 und 2800 v. Chr. als Anlage der Trichterbecherkultur (TBK). 
Die rechteckige, teilweise freistehende West-Ost orientierte Kammer mit Zugang im Osten hat einen Tragstein auf jeder Langseite, einen am Westende und einen Stein an der Nordseite des Zugangs. Das südliche Gegenstück fehlt. Der große pilzförmige Deckstein befindet sich in situ. Auf seiner Oberseite liegen sieben oder acht Schälchen. Der seitlich abgepflügte Resthügel ist etwa einen Meter hoch, nicht mehr rund und misst etwa 7,0 × 6,5 m. 

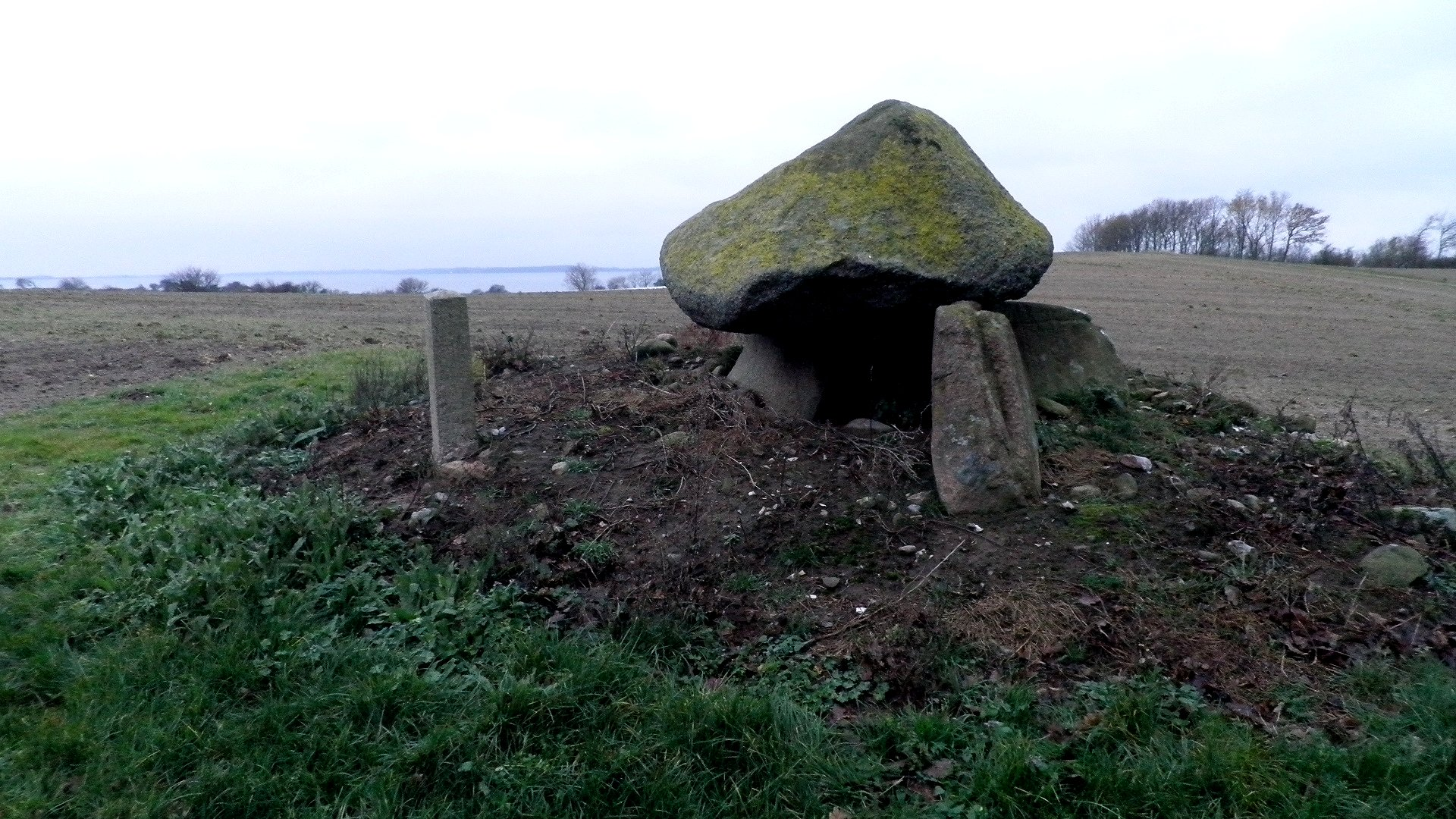
Klavsebølle Snedkergård

In der Nähe liegt das Ganggrab von Klavsebølle.